# Oxyna
Oxyna es un género de moscas de las frutas, familia Tephritidae. Hay por lo menos 20 especies descritas en Oxyna. De distribución holártica, la mayoría en el Paleártico.

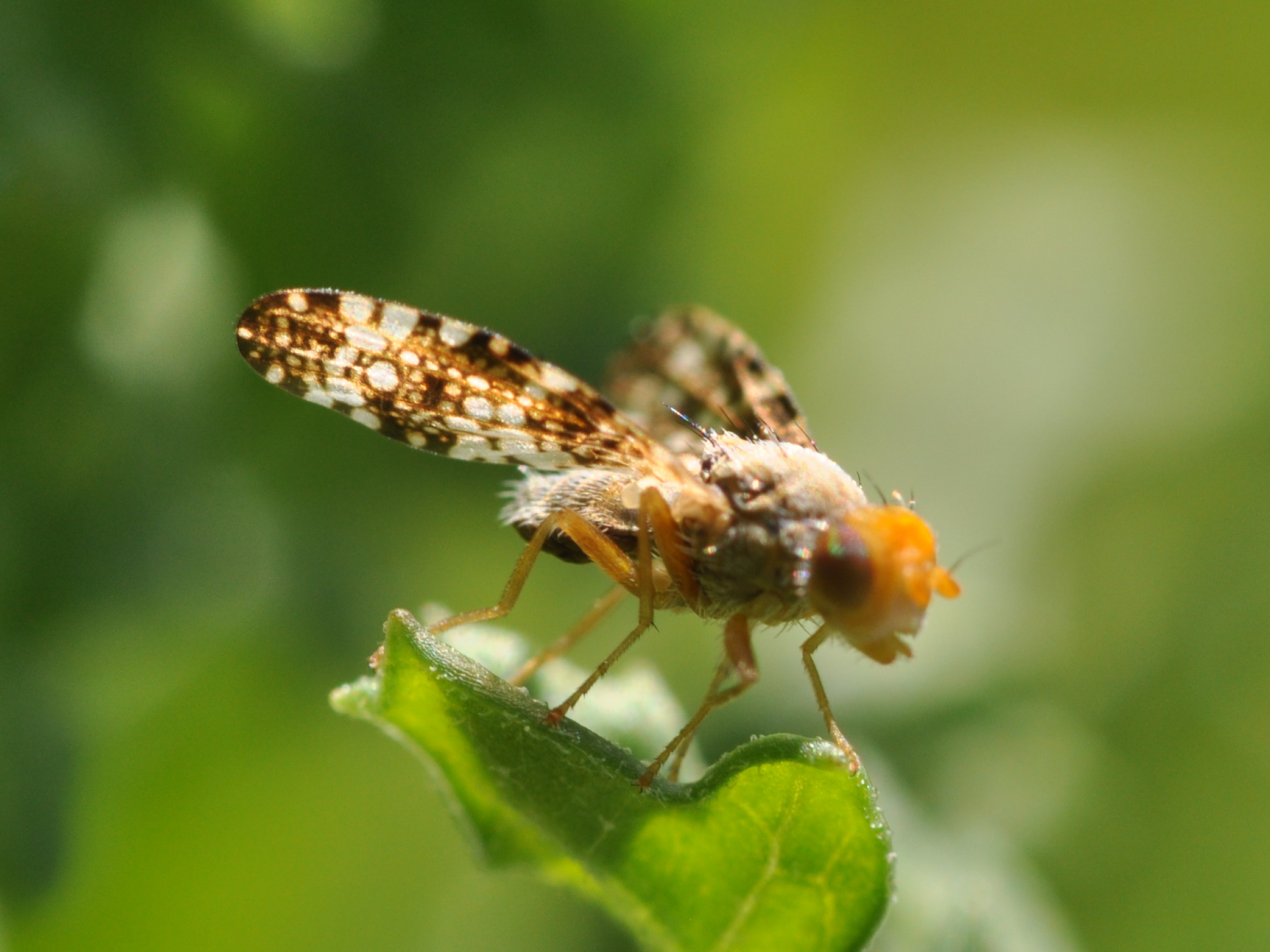
Oxyna parietina

## Especies
- Oxyna albipila Loew, 1869 i c g
- Oxyna albofasciata Chen, 1938 i c g
- Oxyna amurensis Hendel, 1927 i c g
- Oxyna aterrima (Doane, 1899) i c g
- Oxyna distincta Chen, 1938 i c g
- Oxyna dracunculina Richter, 1990 i c g
- Oxyna fenestrata (Zetterstedt, 1847) i c g
- Oxyna flavipennis (Loew, 1844) i c g
- Oxyna fusca Chen, 1938 i c g
- Oxyna gansuica Wang, 1996 c g
- Oxyna guttatofasciata (Loew, 1850) i c g
- Oxyna longicauda Korneyev, 1990 i c g
- Oxyna lutulenta Loew, 1869 i c g
- Oxyna maculata (Robineau-Desvoidy, 1830) c
- Oxyna menyuanica Wang, 1996 c g
- Oxyna nasuta Hering, 1936 i c g
- Oxyna nebulosa (Wiedemann, 1817) i c
- Oxyna obesa Loew, 1862 i c g
- Oxyna palpalis (Coquillett, 1904) i c g b
- Oxyna parietina (Linnaeus, 1758) i c g
- Oxyna parva Chen, 1938 i c g
- Oxyna stackelbergi Korneyev, 1990 i c g
- Oxyna superflava Freidberg, 1974 i c g
- Oxyna tarbagatajensis Korneyev, 1990 i c g
- Oxyna tianshanica Korneyev, 1990 i c g
- Oxyna utahensis Quisenberry, 1949 i c g
- Oxyna variabilis Chen, 1938 i c g

Fuentes: i = ITIS, c = Catalogue of Life, g = GBIF, b = Bugguide.net